# Legenda o kamieniach świętego Wojciecha
Legenda o kamieniach świętego Wojciecha – legenda związana jest z głazami narzutowymi znajdującymi się w pobliżu Kłecka, na których, według lokalnej legendy, miał głosić kazania święty Wojciech, gdy odwiedzał miasto i apostołował w okolicy.

## Analiza historyczna
O podkłeckich głazach z wyrytą stopą ludzką dotychczas w literaturze pisali Józef Dydyński, Maksymilian Baruch i Dawid Jung. Głazy są pozostałością po dawnych znakach granicznych z czasów średniowiecza (znak stopy ludzkiej ryli opolnicy, znak podkowy ryli ujezdnicy), które leżały w dawnych dziedzinach monarszych, jednakże z czasem okoliczny lud przydawał im walorów magicznych lub religijnych, stąd utrwaliła się powszechnie legenda, iż znaki stopy ludzkiej na kamieniach to pozostałość po świętym Wojciechu, który w Kłecku i okolicy nawracał ówczesny lud pogański.
Do XIX wieku istniały w pobliżu Kłecka trzy głazy „świętowojciechowe” - we wsi Biskupice, w Wilkowyji i w Parcewie. Obecnie zachował się tylko jeden głaz.
Józef Dydyński 21 maja 1883 r. wygłosił w Poznańskim Towarzystwie Przyjaciół Nauk odczyt pt. „O wyciskach stóp ludzkich w różnych miejscach Polskich”, w którym opisywał kłeckie kamienie i wspominał o św. Wojciechu, który miał rzekomo odbić swą stopę, gdy nauczał stojąc na kamieniu. O podkłeckich głazach w podobnym kontekście wspominał także Maksymilian Baruch.
Legendy literacko spisał Dawid Jung.